# Lazzaro Bonamico
Lazzaro Bonamico (Bassano del Grappa, 1479 — Padova, 11 de fevereiro de 1552), frequentemente referido por Lázaro Buonamici, Lazarus Bonamicus, L. Bonamici, L. Buonamici, L. Buonamico ou L. da Bassano, foi um humanista e escritor italiano. Estudou na Universidade de Pádua, onde foi aluno de Marco Musuro e Pietro Pomponazzi, e depois dedicou-se ao ensino da literatura clássica em
Pádua e em várias cidades italianas.

## Biografia
Lazzaro Bonamico nasceu em Bassano del Grappa, cidade onde completou os estudos elementares. Ingressou na Universidade de Pádua, onde foi aluno e amigo de Pietro Pomponazzi, de Reginald Pole e de Pietro Bembo.
Terminados os estudos em Pádua foi empregou-se durante algum tempo como tutor dos filhos da família Campeggi. Em 1510 foi preceptor em Mantova de Francesco Cantelmo e de Galeazzo Gonzaga.
Em 1521, a convite do papa Leão X transferiu-se para Roma para exercer as funções de professor de belas letras (belles-lettres) na Universidade de Roma La Sapienza (Università degli Studi di Roma La Sapienza).
Foi obrigado a fugir de Roma em consequência do saque de 1527, retirando-se para Pádua e depois para Veneza, perdendo todos os seus pertences. Após ter ensinado durante algum tempo em Veneza, onde conseguiu elevada reputação, em 1530 foi nomeado leitor de literatura grega e literatura latina na Universidade de Pádua.
Como professor da Universidade de Pádua conseguiu elevado prestígio e reputação de erudito. Defensor do humanismo renascentista, sustentava a superioridade do latim sobre a linguagem vernácula e considerava como epítome do ideal literário o estilo de Cícero e de Virgílio.
Em 1540 teve como aluno Giovanni Michele Bruto.
Foi seguidor da filosofia de Pomponazzi e membro, como Pietro Aretino, Ruzante, Sperone Speroni, Benedetto Varchi e Luigi Alamanni, da Accademia degli Infiammati fundada em 1540 por iniciativa de Leone Orsini. Aquela academia, inspirada pelas teorias materialistas do filósofo mantovano, teve contudo vida breve.
Foi sepultado na igreja de San Giovanni di Verdara. O seu monumento sepulcral foi deslocado, após  1866, para o claustro do noviciado da Basilica del Santo.
Apesar da grande reputação de que gozou, conhecem-se poucos escritos da sua autoria, não tendo publicado os resultados da sua investigação, tendo a sua obra sido publicada postumamente em 1572.

## Obras publicadas
- Concetti della lingua latina di un ualente huomo letteratissimo, per imparare insieme la grammatica, et la lingua di Cicerone, nuouamente a utilità commune posti in luce in Venetia, apud Bolognino Zaltieri, 1562
- Carminum liber, in Venetiis, apud Ioann. Baptist. Somaschum, 1572